# Molkerei Ammerland
Molkerei Ammerland eG er et nordtysk andelsmejeri. De producerer ost, smør, konsummælk, mælkepulver, osv. De har produktion i Wiefelstede-Dringenburg og i Oldenburg. 
De benytter mærket „Ammerländer“ der eksporteres til over 60 lande.
Virksomheden blev etableret i 1989 under navnet Milchwerke Ammerland-Oldenburg eG og navnet Molkerei Ammerland eG blev indført i 2000.